# 3069 Heyrovský
3069 Heyrovský este un asteroid din centura principală, descoperit pe 16 octombrie 1982, de Zdeňka Vávrová.